# 國立臺灣體育運動大學田徑場
國立臺灣體育運動大學田徑場（原稱臺中市立體育場和臺灣省立體育場）是位於臺中市北區力行路與雙十路口文教區的運動場館，是臺中主要的運動場館、跨年場地與演唱會場地，可容納25000人。正門入口上方大幅的馬賽克壁畫為顏水龍受建築師關頌聲在死前所託的巨幅作品《運動》。

## 歷史
- 1932年，台灣日治時期時臺中州公告將臺中水源地規劃成「水源地公園」，此時已規劃設置陸上競技場與野球場。
- 1937年，陸上競技場與野球場（今台中棒球場）已建成，陸上競技場就是今臺灣體大田徑場址。[2]
- 1945年後，改稱臺中市體育場。
- 1960年5月17日，臺灣省政府第633次委員會計畫將臺中市體育場改為「臺灣省立體育場」。6月3日，臺灣省教育廳以教五字第33151號函轉知台中市政府，經提請市議會第四屆第十二次臨時大會討論議決同意移撥。10月25日，在台中市舉行第十五屆全省運動會開幕日時正式改名。
- 1961年臺灣省立體育場場館落成啟用。
- 1999年7月1日精省後，體育場改隸行政院體育委員會，更名為行政院體育委員會臺中體育場。
- 2004年1月，由國立臺灣體育學院正式接管，更名為國立臺灣體育學院田徑場。
- 2008年，因學校合併為國立臺灣體育大學而更名為國立臺灣體育大學臺中校區田徑場。
- 2011年，再次因學校改制升格為國立臺灣體育運動大學而更名為國立臺灣體育運動大學田徑場。
- 2019年東亞青年運動會田徑比賽原預計於此舉行[3]，2018年賽事被取消。

## 文娛演出
- 1999年7月3日，張惠妹《妹力99世界巡迴演唱會》[4]